# Payyavoor
Payyavoor – miasteczko w dystrykcie Kannur w stanie Kerala w Indiach.
Według spisu statystycznego w 2011 roku populacja Payyavoor wynosiła 22 998 osoby, z czego 11 373 stanowili mężczyźni, a 11 625 kobiety.